# 上交站
- 關於上海交通大学徐汇校区附近的地铁车站，請見「交通大学站 (上海市)」。
- 關於上海交通大学闵行校区附近的地铁车站，請見「东川路站”、“剑川路站”和“紫竹高新区站」。
- 關於上海交通大学法华校区附近的地铁车站，請見「延安西路站」。
- 關於上海交通大学卢湾校区附近的地铁车站，請見「一大会址·新天地站”和“马当路站」。
- 關於上海交通大学七宝校区附近的地铁车站，請見「七宝站」。

上交站是一个侯月铁路上的铁路车站，位于山西省临汾市翼城县桥上镇上交村，建于1995年，目前为四等站，邮政编码为048201。目前客运：办理旅客乘降；行李、包裹托运；不办理货运营业。